# Radonbalneologie
Radonbalneologie, auch Radontherapie, Radonbad oder Radoninhalationskur, ist die  therapeutische Anwendung des radioaktiven Elements Radon. Anwendung findet diese in Heilbädern, Heilstollen, Luftbädern, Dunstbädern oder Trinkkuren. Es werden dabei kurzfristige hohe Konzentrationen an Radon genutzt. Früher war auch der Begriff Radiumbad verbreitet.
Gängige Indikationen sind chronisch-entzündliche Erkrankungen wie Morbus Bechterew, Rheumatoide Arthritis, Sarkoidose, Asthma bronchiale und Arthroseschmerzen. Die Anwendung erfolgt nur, wenn sie aus medizinischer Sicht notwendig ist – Radon kann Lungenkrebs verursachen. Aufgrund dieses Risikos sollen Gesunde auf eine Behandlung verzichten (Vorsorgeprinzip).
Kontrollierte Studien zum Wirkungsnachweis liegen nur für M. Bechterew, Arthritis und Arthrose vor.

## Eigenschaften
Radon gehört zu den Edelgasen; es ist schwerer als Luft. Als natürliches radioaktives Produkt der Zerfallsreihe des Urans wird es in vielen geologischen Formationen gefunden und kann sich je nach Bewetterung und Geologie in der Luft von Bergwerken stärker anreichern, als seiner Gleichgewichtskonzentration im Erz entspräche. Die physikalische Halbwertszeit des langlebigsten Radon-Isotops (Radon-222) beträgt 3,8 Tage. Entsprechend findet sich in einem Uranerz im Gleichgewicht pro Mol Uran ein molarer Anteil von ca. 2,3 ppt. Da Radon jedoch in klüftigen Materialien ausgast, finden sich lokal weit höhere Konzentrationen. Dies ist beim Bergbau ein Problem, man macht sich aber bei der Radontherapie denselben Effekt zunutze. Die biologische Halbwertszeit (Verbleib von eingeatmetem Radon) im menschlichen Körper liegt bei ca. 30 min. Ein gewisser Teil des Radons zerfällt in der Lunge zu (ebenfalls radioaktiven) Zerfallsprodukten mit teilweise erheblich höherer biologischer Halbwertszeit. Radon und seine kurzlebigen Zerfallsprodukte sind Alphastrahler mit einer Eindringtiefe von ca. 30 μm, was etwa drei Zellschichten entspricht. Die Strahlenwirkung betrifft deshalb vor allem Haut und Lungen.
Es gibt Wannenbäder, bei denen das Badewasser und die Atemluft mit mindestens 660 Bq/l Radon angereichert werden, und Heilstollen, deren warmfeuchte, radonhaltige Luft von 40–50 Bq/l eingeatmet wird. Radonkuren umfassen 10–15 Bäder oder 8–12 Stolleneinfahrten während 3 Wochen. Die Äquivalentdosis wird mit 0,2 mSv für 10 Wannenbäder, bzw. 1,8 mSv für 10 Stolleneinfahrten angegeben. Zum Vergleich: die durchschnittliche Hintergrunddosis beträgt in Deutschland etwa 2,1 Millisievert pro Jahr, in den USA aufgrund häufigerer Anwendung bildgebender Verfahren und anderer nuklearmedizinischer Diagnostik und Therapie etwa 6 Millisievert.
In Europa gibt es Radonbäder in Bad Gastein und Bad Zell (Österreich), Niška Banja (Serbien), in Menzenschwand, Bad Kreuznach, Bad Brambach, Bad Münster, Bad Schlema, Bad Steben und Sibyllenbad (Deutschland), in Jáchymov (Tschechien), Hévíz (Ungarn), und in Naretschen und Kostenez (Bulgarien). In den USA, wo keine Krankenversicherung die Kosten übernimmt, gibt es nur wenige Anbieter in Boulder, Montana.
Beim Baden, Quellwassertrinken oder beim Aufenthalt in den ehemaligen Bergwerksstollen gelangt Radon in den Körper, verteilt sich dort in gelöster Form, geht aber als Edelgas keinerlei chemische Bindung ein. Die biologische Halbwertszeit durch Abatmung beträgt 18–68 Minuten. Durch Hyperventilation aufgrund der Erwärmung der Umgebungsluft und der Herabsetzung des Luftdrucks, was einer Höhenlage entspricht, soll die Radonaufnahme gesteigert werden.
Bei der sogenannten Radonwärmetherapie, auch Low-dose-Radon- und Hyperthermie-Therapien (LDRnHT) genannt, soll die Wirkung auf einer Kombination aus leichter Hyperthermie, hoher Luftfeuchtigkeit und Aufnahme von Radon über Haut und Lunge beruhen: Temperaturen über 37,5 Grad und hohe Luftfeuchtigkeit über 70 Prozent führen zum sogenannten Hyperthermie-Effekt. Unter diesen Bedingungen steigt die Körpertemperatur, die Muskeln entspannen sich und der Organismus soll das Radon besser aufnehmen.

## Geschichte
Badekuren sind bereits seit dem Mittelalter bekannt. Diese waren mit langen Kurdauern von mehreren Wochen verbunden. Mit der Entdeckung des Radiums und später des Radons und seiner Wirkung wurde an vielen Orten ein Zusammenhang vermutet, der das Interesse an den entsprechenden Heilbädern weckte.
Nach der Gründung des „Radiumbades“ Sankt Joachimsthal in Böhmen 1906 kam es unmittelbar vor dem Ersten Weltkrieg aufgrund einer vermuteten Heilwirkung radioaktiver Substanzen zu einem Aufblühen der Radiumbäder in Deutschland. Bad Kreuznach, das 1817 mit dem Kurbetrieb begonnen hatte, warb damit, stärkstes Radiumsolbad zu sein; später waren es neben St. Joachimsthal vor allem Oberschlema und Bad Brambach, welche von sich behaupteten, stärkstes Radium- bzw. Radonbad der Welt zu sein.
Mit der Entdeckung der Quellen in Oberschlema war der Weg zum Aufbau eines Radiumbades im Jahr 1918 geebnet. Man vertraute in den Bädern auf die Heilwirkung des Radiums. Während der Kuren wurde in Radiumwasser gebadet, Trinkkuren mit Radiumwasser gereicht und in Emanatorien Radon inhaliert. Die Bäder wurden jährlich von zehntausenden besucht. Die Gehalte dieser Kuren erreichten extreme Höhen: so hatten die Bäder 700 ME (9418 Bq/l) und die einstündige Emanation 70 ME (942 Bq/l). Während einer Trinkkur wurde 30 Tage lang täglich ein dreiviertel Liter Wasser mit 3000 ME (40.364 Bq/l) gereicht. Vor diesem Hintergrund ist es verständlich, dass die Forschungen zu diesem Thema weitestgehend vor der Öffentlichkeit verborgen blieben. Man fürchtete ein Ausbleiben der Kurpatienten und ein Zusammenbrechen der Radiumindustrie, die in Artikeln wie Cremes, Getränken, Schokolade, Zahnpasten, Seifen und anderen Produkten Radium einsetzte. In der französischen Kosmetikserie „Tho-Radia“ kam zwischen 1932 und 1937 zusätzlich Thorium zum Einsatz.
Tatsächlich kam in den Heilquellen vor allem Radon vor, Radium hingegen nur in geringen Spuren.

## Risiken
Inkorporiertes Radon ist einer der wichtigsten Auslöser von Lungenkrebs. Schon bei Radonkonzentrationen in der Luft von 150 Bq/m3 ist eine statistisch signifikante Erhöhung des Lungenkrebs-Risikos festgestellt worden. Die Richtlinie 2013/59/Euratom der Europäischen Atomgemeinschaft und die darauf basierende deutsche Strahlenschutzverordnung von 2019 schreiben ab 300 Bq/m3 in Wohnungen und Arbeitsplätzen Schutzmaßnahmen vor. Im Paselstollen Bad Gastein beträgt die Radonkonzentration bis zu 170.000 Bq/m3. Zu beachten ist hierbei jedoch, dass der Effekt langfristiger chronischer Exposition anders zu bewerten ist als kurzfristige Exposition. Wenn am Wohn- oder Arbeitsort eine erhöhte Radonkonzentration vorliegt, ist die kumulierte Dosis deutlich höher, da man mehrere Stunden täglich dieser Dosis ausgesetzt ist.
Der Gesundheitseffekt von einzelnen Anwendungen dürfte in etwa vergleichbar sein mit anderen strahlenmedizinischen Vorgängen (z. B. Röntgen), bei denen eine diskrete Dosis über einen überschaubaren Zeitraum abgegeben wird, und nicht dauerhaft Radionuklide inkorporiert werden.

## Wirkweise
Es ist umstritten, ob der mögliche Nutzen niedriger Dosen ionisierender Strahlung das Strahlenrisiko überwiegt. Befürworter berufen sich auf die Hormesis und verweisen auf die zweifellos vorhandenen Risiken anderer schmerzlindernder Therapiemethoden wie z. B. Medikamente. Gegner verweisen darauf, dass die Wirkung insgesamt eher schwach belegt bzw. widersprüchlich sei – die gleichen Wirkungen wurden nicht regelmäßig in Studien beobachtet. Andererseits kann das Strahlenrisiko einer bestimmten Dosis exakt angegeben werden. Zudem ist die Theorie der Hormesis umstritten, da die Wirkung von sehr kleinen Strahlendosen kaum direkt beobachtet werden kann. Wenn die Effekte bei größeren Dosen extrapoliert werden, behält jede auch noch so kleine Strahlenexposition ein Gesundheitsrisiko. Die internationalen Gremien legen diese Regel (linear-no-threshold) (LNT) ihren Empfehlungen weiterhin zu Grunde. Ein grundsätzliches Problem bei der Bewertung der Effekte sehr kleiner Mengen ionisierender Strahlung (ob positiv, negativ oder neutral) ist, dass aufgrund ständig überall (inklusive innerhalb menschlicher Körper) stattfindender radioaktiver Zerfälle, sowie der nie restlos abschirmbaren kosmischen Strahlung, eine Kontrollgruppe mit Strahlendosis=0 unmöglich ist.
Die Radonanwendung in Deutschland wurde 2001 aus dem Heilmittelkatalog gestrichen. Die Schweizerische Strahlenschutzkommission KSR bemerkt zu Radontherapien bei Morbus Bechterew, dass die schmerzlindernde Wirkung nicht nachgewiesen sei und es auch keinen plausiblen biologischen Mechanismus dafür gebe. Das potentielle Risiko der damit verbundenen Strahlenexposition wird kritisiert, insbesondere beim Personal. Ihre Anwender sehen die Radontherapie als niedrigdosierte Strahlentherapie. Ionisierende Strahlen unterhalb der zellzerstörenden Dosis haben einen entzündungshemmenden und wachstumshemmenden Effekt.

## Anwendungen
Die Radonheilkuren werden bei allen rheumatischen Erkrankungen angewandt, beispielsweise Morbus Bechterew, und bei chronisch degenerative Erkrankungen der Gelenke oder der Wirbelsäule (z. B. Arthrosen).